# Cratere Harriot
Harriot è un cratere lunare di 52,77 km situato nella parte nord-occidentale della faccia nascosta della Luna.
Il cratere è dedicato all'astronomo britannico Thomas Harriot.

## Crateri correlati
Alcuni crateri minori situati in prossimità di Harriot sono convenzionalmente identificati, sulle mappe lunari, attraverso una lettera associata al nome.
| Harriot | Coordinate             | Diametro (in km) |
| ------- | ---------------------- | ---------------- |
| A       | 35°34′48″N 114°45′00″E | 53,98            |
| B       | 33°21′36″N 114°24′36″E | 38,18            |
| W       | 35°04′12″N 111°42′00″E | 41,06            |
| X       | 35°10′12″N 112°59′24″E | 22,97            |